# William C. Cooper

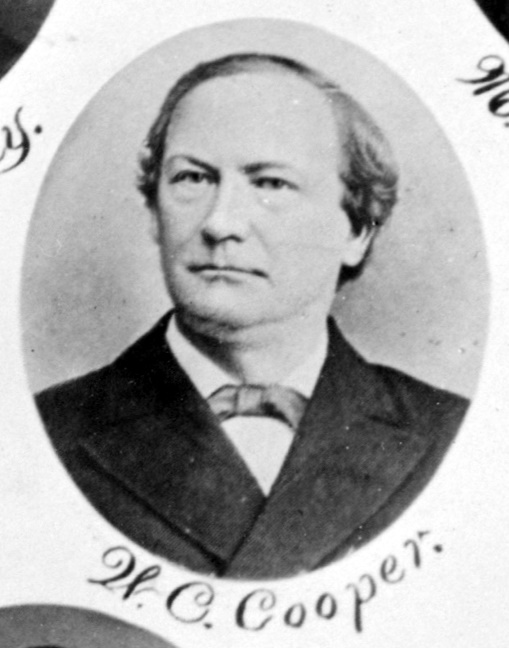
William C. Cooper

William Craig Cooper (* 18. Dezember 1832 in Mount Vernon, Ohio; † 29. August 1902 ebenda) war ein US-amerikanischer Politiker. Zwischen 1885 und 1891 vertrat er den Bundesstaat Ohio im US-Repräsentantenhaus.

## Leben
William Cooper besuchte die öffentlichen Schulen seiner Heimat sowie die Mount Vernon Academy. Nach einem anschließenden Jurastudium und seiner 1852 erfolgten Zulassung als Rechtsanwalt begann er in Mount Vernon in diesem Beruf zu arbeiten. Zwischen 1859 und 1863 war er Staatsanwalt im Knox County. Während des Bürgerkrieges war er Oberst eines Infanterieregiments aus Ohio, das nur für 100 Tage rekrutiert war. Zwischen 1862 und 1864 amtierte Cooper als Bürgermeister seiner Heimatstadt Mount Vernon. Politisch war er Mitglied der Republikanischen Partei. Von 1872 bis 1874 saß er als Abgeordneter im Repräsentantenhaus von Ohio; von 1879 bis 1884 bekleidete er das Amt des Judge Advocate General of Ohio. Außerdem war er Mitglied und Präsident des Bildungsausschusses von Mount Vernon.
Bei den Kongresswahlen des Jahres 1884 wurde Cooper im neunten Wahlbezirk von Ohio in das US-Repräsentantenhaus in Washington, D.C. gewählt, wo er am 4. März 1885 die Nachfolge des zwischenzeitlich zurückgetretenen James Sidney Robinson antrat. Nach zwei Wiederwahlen konnte er bis zum 3. März 1891 drei Legislaturperioden im Kongress absolvieren. Im Jahr 1890 verzichtete er auf eine weitere Kandidatur. Nach seiner Zeit im US-Repräsentantenhaus praktizierte Cooper wieder als Anwalt. Er starb am 29. August 1902 in Mount Vernon, wo er auch beigesetzt wurde.